# Acela

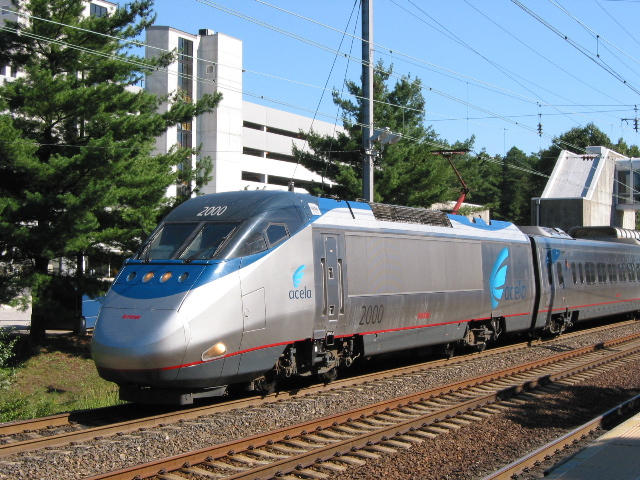
Acela Express

Acela Express je americký vysokorychlostní vlak provozovaný národní železniční společností Amtrak. Jednotky jsou nasazovány na tzv. Severovýchodním koridoru mezi městy Washington, D.C. a Boston. Jsou vyráběny ve spolupráci kanadské společnosti Bombardier Inc. a francouzské Alstom. Vyráběn byl v letech 1996–2000.
V celé délce koridoru jsou tři napájecí soustavy: 12 kV/25 Hz (Washington, D.C. – New York City); 12 kV/60 Hz (New York City – New Haven); 25 kV/60 Hz (New Haven – Boston). Vlaky Acela Express jsou se všemi kompatibilní. Konstrukční rychlost je 265 km/h. Na trati je však maximální povolená rychlost pouze 240 km/h.
Jednotka se skládá ze 2 hnacích vozů a 6 hnaných (vložené). 8 asynchronních motorů (na každém hnacím vozu 4) vydává celkový výkon 9200 kW. Souprava je naklápěcí.